# Draba asprella
Draba asprella är en korsblommig växtart som beskrevs av Edward Lee Greene. Draba asprella ingår i släktet drabor, och familjen korsblommiga växter.

## Underarter
Arten delas in i följande underarter:
- D. a. asprella
- D. a. stelligera